# Albert Manthe

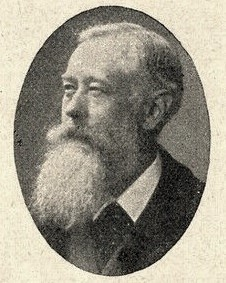
Albert Manthe (um 1900)

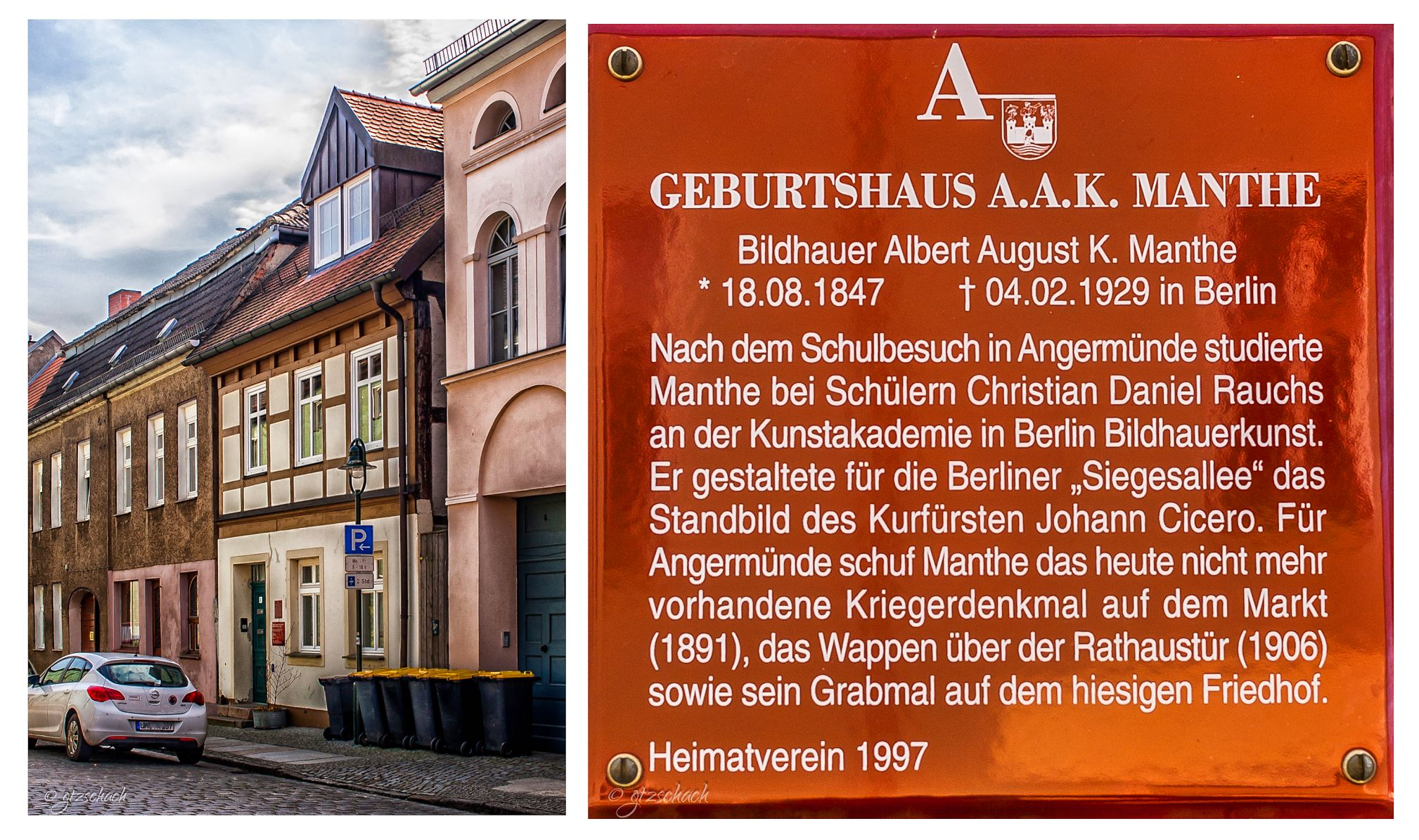
Geburtshaus von Albert Manthe in Angermünde

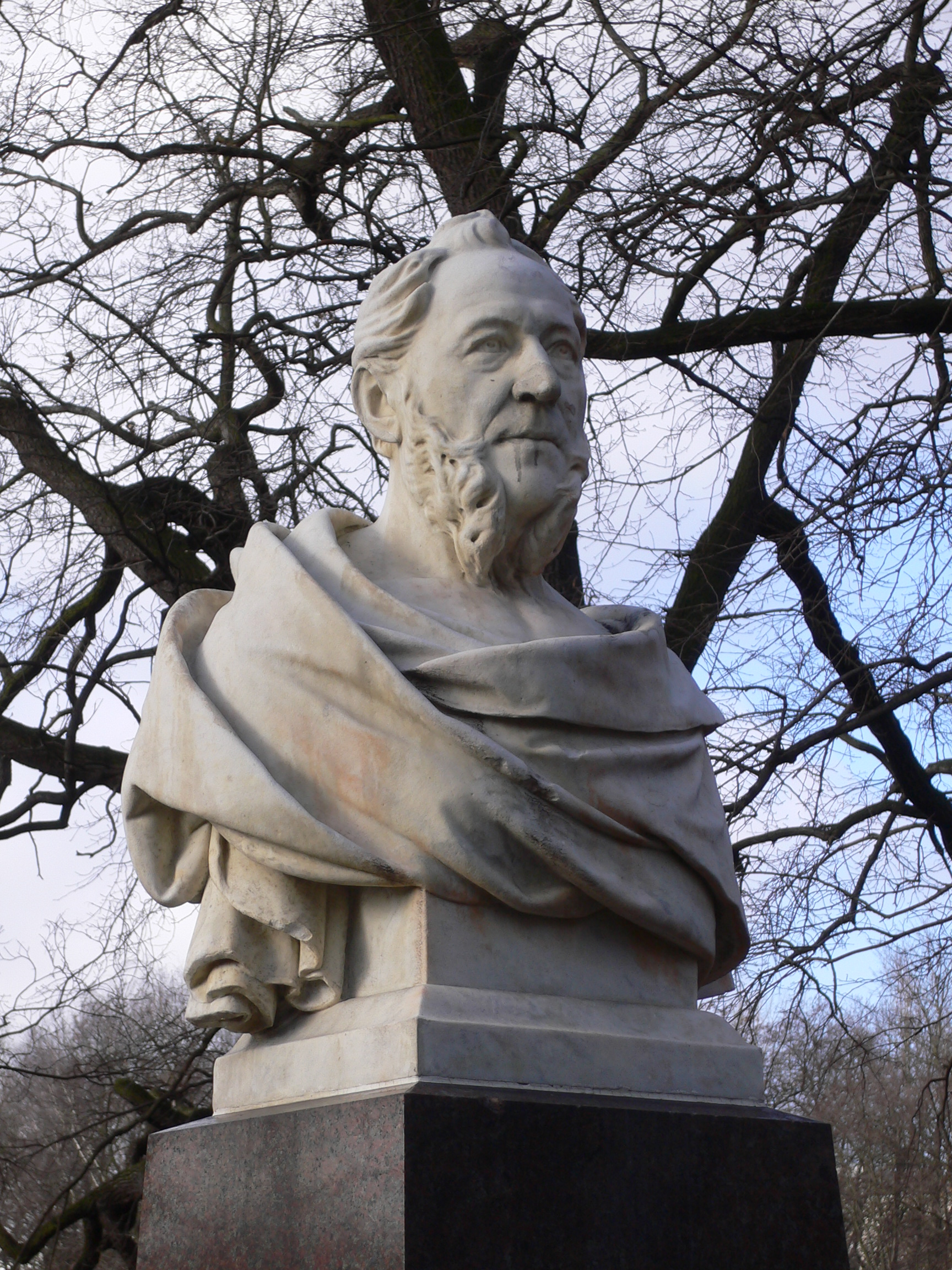
Büste Gustav Meyers

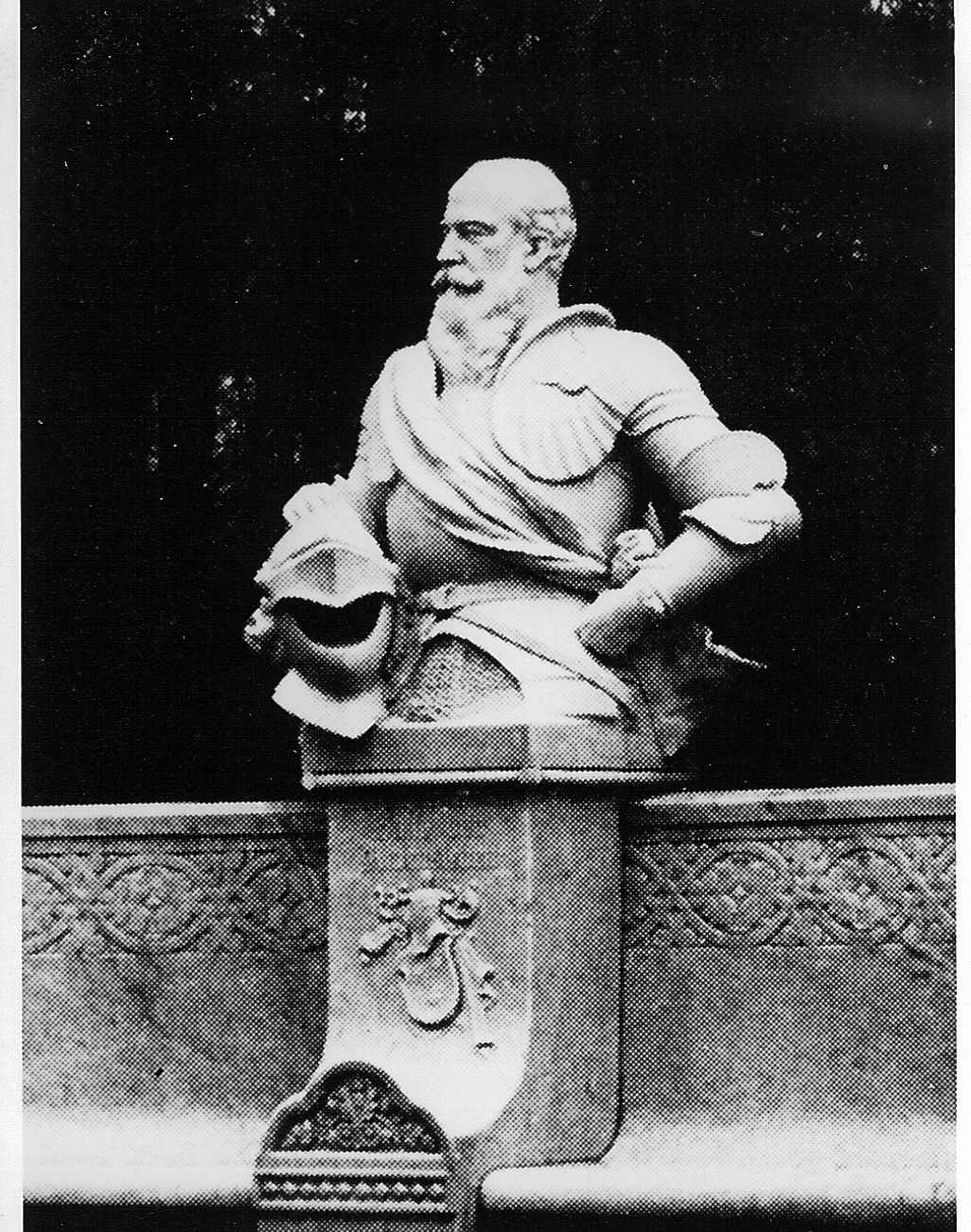
Busso VII. von Alvensleben, Denkmal in der Siegesallee

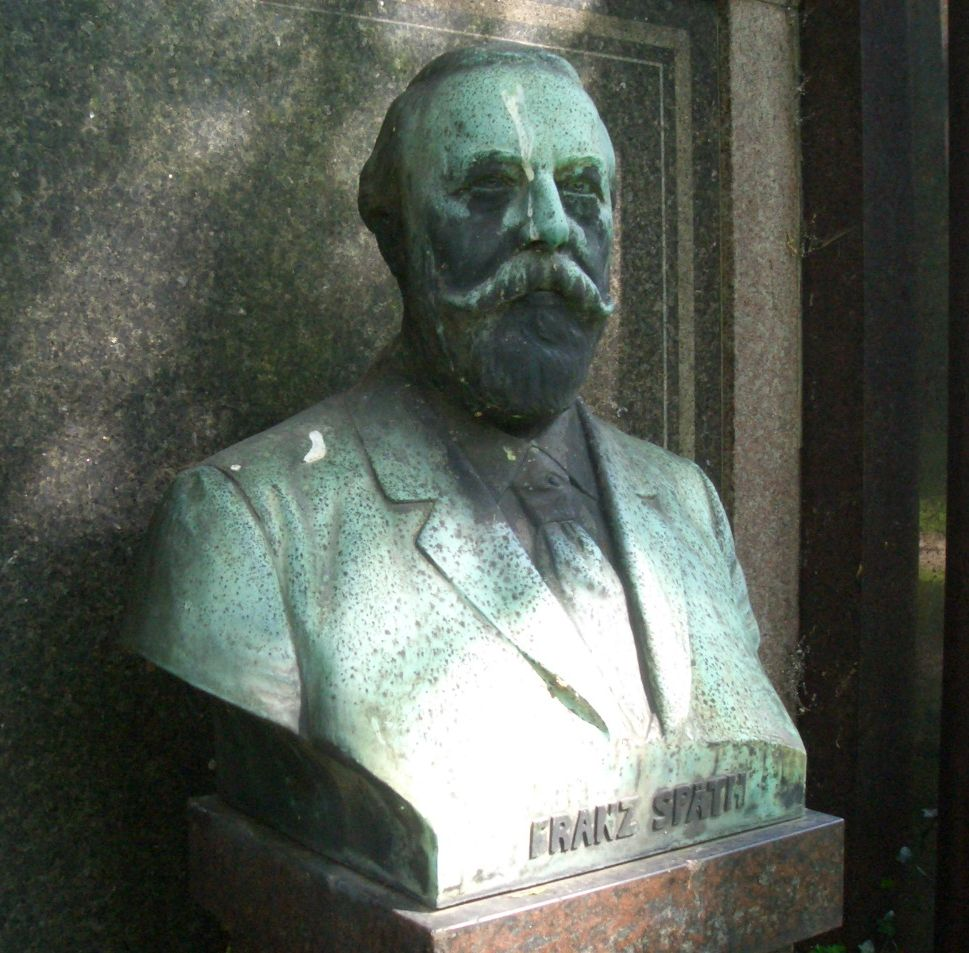
Bronzebüste Franz Späth für das Erbbegräbnis der Gärtnerdynastie Späth auf dem Luisenstädtischen Friedhof

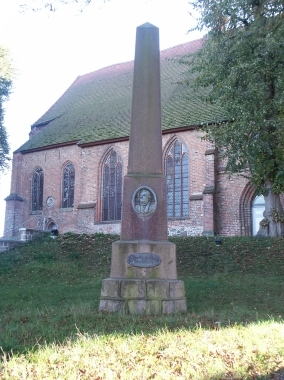
Lutherrelief in Schönberg

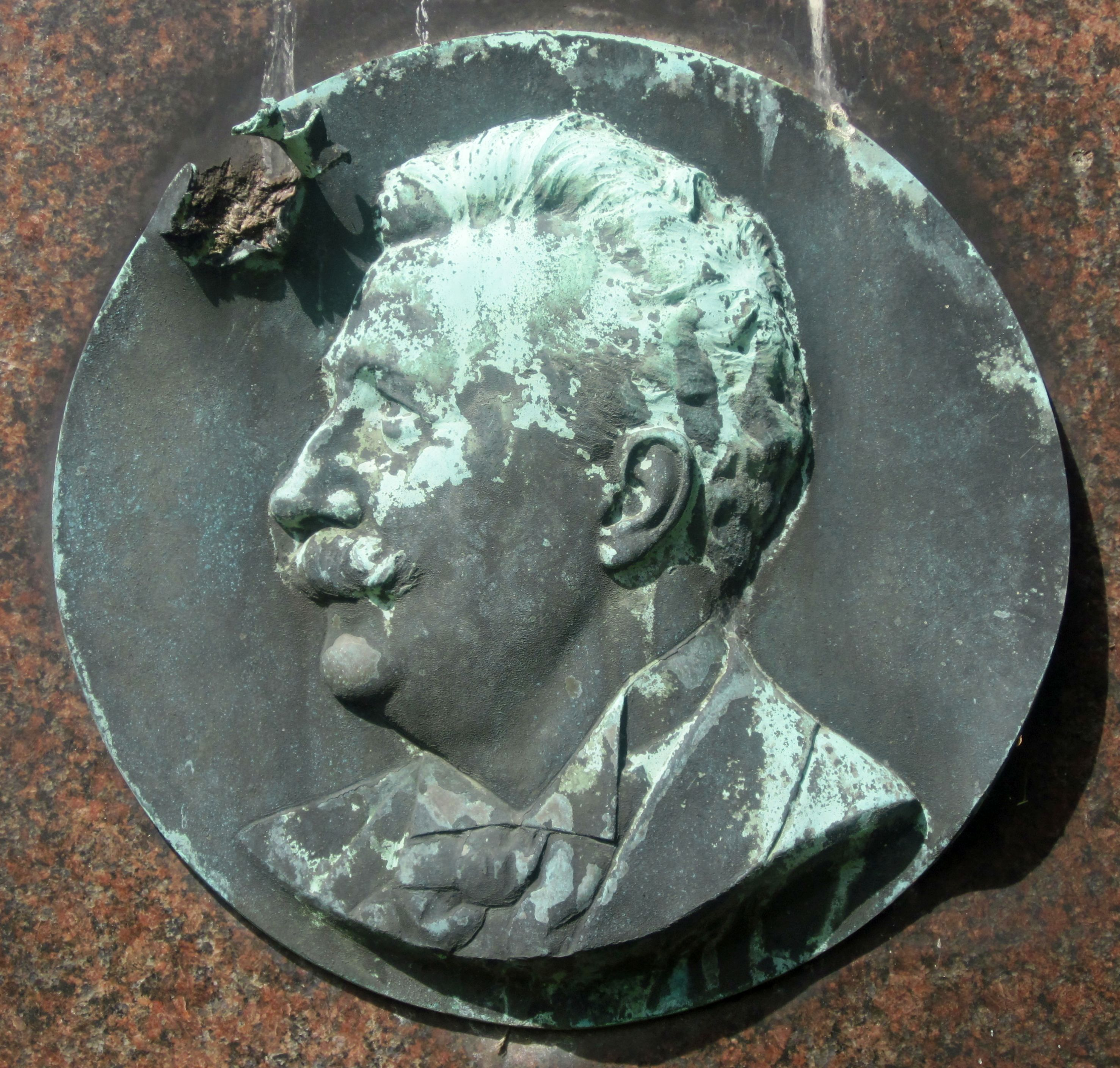
Bronze-Portraitrelief des Schauspielers Paul Dehnicke auf dessen Grabstein in Berlin-Kreuzberg

Albert August Karl Manthe (* 18. August 1847 in Angermünde; † 4. Februar 1929 in Berlin) war ein deutscher Bildhauer.

## Leben
Albert Manthe studierte an der Berliner Akademie und war Schüler der Bildhauer August Julius Streichenberg, Hermann Schievelbein und Hugo Hagen. Nach einer Weiterbildung in London war er bis zu seinem Tod am 4. Februar 1929 in Berlin ansässig. Er wurde auf dem Friedhof in Angermünde beigesetzt. Sein Nachlass befindet sich im Heimatmuseum Angermünde. Sein Schwiegersohn, der deutsche Bildhauer Hans Wahl (1877–1962, Rompreisträger 1913), übernahm sein Haus und Atelier in Berlin, Sulzaer Straße 8 mit Hinterausgang zur Berkaer Straße.

## Werke
| 1876        | Schwerin: Gruppe Obotrit, sein Pferd rüstend nach dem Modell von Christian Friedrich Genschow, vor dem Schloss |
|             | (die zweite Gruppe Obotrit, sein Pferd bändigend nach Genschows Modell von Ludwig Brunow modelliert) |
| 1879/83     | Berlin-Schöneberg: Bronzebüste des Botanikers Karl Heinrich Koch auf seinem Grab, Matthäus-Kirchhof (enthüllt 30.06.1883) |
| 1881        | Berlin-Mitte: Marmorrelief Gartenbaudirektor Gustav Meyer im Direktionsgebäude Humboldthain |
| 1883        | Schönberg in Mecklenburg: Denkmal mit Bronzerelief Martin Luthers |
| 1883        | Reliefporträts des Kronprinzenpaares (Kronprinz Friedrich Wilhelm und Kronprinzessin Victoria) |
| 1884        | Marmorbüste Dr. Levinstein |
| 1884        | Statuette Alois Senefelder |
| 1887        | Berlin: Relief Königin Luise über dem Eingang der „Luisen-Apotheke“, Bülowstr. 18 |
| 1887        | Kolossalbüste Kaiser Wilhelm I. im Hohenzollernmuseum |
| 1888        | Berlin-Mitte: Statuen der Kriegskunst und der Naturwissenschaft, Berliner Stadtschloss, zerstört |
| 1888        | Kolossalbüste (Gips) des jungen Kaisers Wilhelm II. |
| 1889        | Gipsmodell des projektierten Wasserfalls im Viktoriapark |
| 1890        | Berlin: Gustav-Meyer-Marmorbüste auf rotem Granitsockel im Treptower Park |
| 1891        | Angermünde: Kriegerdenkmal 1864, 1866 und 1870/71 mit Original-Doppelstandbild mit Kaiser Wilhelm I. und Friedrich III., auf dem Marktplatz (eine verkleinerte Replik befand sich einst im Hohenzollernmuseum in Berlin)                                 |
| 1892        | Spandau: Standbild Kaiser Friedrichs III., am Nordende der Charlottenbrücke in Richtung der Zitadelle. 1926 abgebaut und 1932 in Hakenfelde wieder aufgestellt. Wahrscheinlich kriegszerstört, Verbleib unbekannt.                                       |
| 1892        | Strasburg (Uckermark): Zwei-Kaiser-Obelisk mit den Reliefmedaillons der Kaiser Wilhelm I. und Friedrich III. |
| 1892        | Solingen-Ohligs: Kriegerdenkmal 1870/71 mit Doppelstandbild (1. Kopie!) der Kaiser Wilhelm I. und Friedrich III., auf dem Kaiserplatz |
| 1893        | Weißwasser (Oberlausitz): Kriegerdenkmal 1870/71 mit Doppelstandbild (2. Kopie!) der Kaiser Wilhelm I. und Friedrich III., auf dem Kaiserplatz |
| um 1894     | Berlin-Kreuzberg: Wandgrab mit Porträtmedaillons am Grab des Kaufmanns Louis Ackermann (1819–1894), Friedhof I der Jerusalems- und Neuen Kirchengemeinde                                                                                                 |
| um 1896     | Büste des Preußischen Botschafters in St. Petersburg Fürst Radolin |
| 1897        | Berlin-Reinickendorf: Kaiser-Wilhelm-I.-Standbild auf der Dorfaue |
| 1897        | Zossen: Bismarck-Relief |
| 1900        | Berlin-Tiergarten: Denkmal des Kurfürsten Johann Cicero von Brandenburg mit den Assistenzbüsten Eitelwolf vom Stein und Busso von Alvensleben in der Siegesallee, Denkmalgruppe 18                                                                       |
| 1900        | Heiligenbeil (Ostpreußen): Kaiser-Wilhelm-I.-Standbild, am Sockel die Reliefmedaillons von Bismarck, Moltke und Roon, enthüllt am 6. Oktober |
| 1900        | Stralsund: Ernst-Moritz-Arndt-Büstendenkmal, vor dem Gymnasium, enthüllt am 2. September |
| 1903 – 1910 | Berlin: Bauplastik an der ehemaligen Kaiser-Wilhelms-Akademie für das militärärztliche Bildungswesen (heute Bundesministerium für Wirtschaft und Technologie), Invalidenstraße 48–49, Gemeinschaftsentwurf mit den Bildhauern Otto Lessing und Max Klein |
| 1903        | Berlin-Kreuzberg: Grabmal für Paul Collani mit der Figur einer „Trauernden“ |
| 1904        | Marmorfigur „Gärtnerin“ (in Privatbesitz) |
| 1906        | Angermünde: Stadtwappen über dem Rathausportal |
| 1908        | Berlin-Friedrichsfelde: Grabmal für Axel Fintelmann auf dem Zentralfriedhof Friedrichsfelde |
| 1909        | Statuetten von Fritz Reuter als Entwürfe zum Reuterdenkmal in Stavenhagen (ein Exemplar im Reuter-Literaturmuseum Stavenhagen erhalten) – wahrscheinlich auf Basis einer bereits 1892 modellierten Reuter-Statuette                                      |
| 1909        | Statuette Franz Späth, zu dessen 70. Geburtstag überreicht |
| 1910        | Marmorbüste Otto Nicolais zum 100. Geburtstag 1910 |
| 1914        | Berlin-Kreuzberg: Grabmal für Paul Dehnicke auf dem Friedhof III der Jerusalems- und Neuen Kirchen-Gemeinde |
| 1916        | Berlin-Kreuzberg: Bronzebüste von Franz Späth am Erbbegräbnis der Familie Späth, Luisenstädtischer Friedhof |